# Jógvan Fríðriksson
Jógvan Fríðriksson  (født 19. februar 1957 i Strendur) er den selvstændige færøske folkekirkes første biskop. 
Som ung var han sømand og i 1985 blev han cand.theol. ved Aarhus Universitet. Han har været sognepræst i folkekirken siden februar 1986. Fra 1992 til 2007 var han præst i Sjóvar Prestagjald på Eysturoy for kirkerne i Skála, Strendur, Selatrað og Oyndarfjørður. Efter at Færøernes hjemmestyre i 2007 overtog folkekirken, blev han 3. oktober valgt til den selvstændige færøske folkekirkes første biskop. 
25. november 2007 blev han bispeviet i Tórshavn Domkirke og begyndte sin embedsperiode 1. december samme år. 
Hans store interesse er den menneskelige tilværelse og de social-etiske relationer, det indre menneske og det ydre rum, samt relationerne menneskene imellem. 